# Marilù Tolo
Pour les articles homonymes, voir Tolo.
Maria Lucia Tolo, dite Marilù Tolo (née le 16 janvier 1944 à Rome, dans le Latium, en Italie) est une actrice italienne.
Elle est apparue dans soixante-quatre films entre 1960 et 1985. En France, elle est apparue aux côtés de Lino Ventura dans Avec la peau des autres (1966) de Jacques Deray, aux côtés de Fernandel et Jean Poiret dans La Bourse et la Vie (1966) de Jean-Pierre Mocky, aux côtés de Guy Bedos et Jean Marais dans Sept Hommes et une garce (1967) de Bernard Borderie et aux côtés d'Anna Karina et Jean-Pierre Léaud dans Anticipation, ou l'Amour en l'an 2000 (1967) de Jean-Luc Godard.

## Biographie

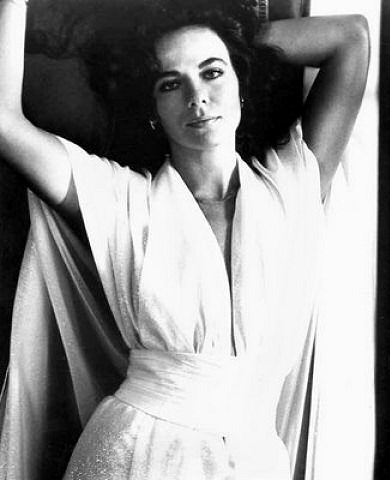
Un portrait non daté de l'actrice.

Elle veut initialement devenir architecte, mais les difficultés financières soudaines de ses parents la contraignent à abandonner ses études. Elle commence sa carrière à l'âge de quinze ans, en travaillant comme mannequin pour le créateur de mode Emilio Schuberth (it) en 1959 ; elle est également mannequin pour Valentino, qui, des années plus tard, révélera qu'il était amoureux de l'actrice, bien que ce ne soit pas réciproque. L'année suivante, Schuberth favorise ses débuts à la télévision, en tant que toute jeune assistante de Mario Riva dans le spectacle télévisé de la RAI Il Musichiere, aux côtés de Brunella Tocci. Ses débuts au cinéma remontent à 1960, d'abord avec le film Les Adolescentes d’Alberto Lattuada puis avec sa participation au film musical Les Hurleurs, à l'âge de 16 ans.
Grande et élégante, caractérisée par une beauté classique et de grands yeux clairs, elle est immédiatement très demandée sur les plateaux de tournage, tournant une trentaine de films dans les seules années 1960, appartenant principalement dans le cinéma de genre (péplums — cinq films pour la seule année 1964 —, westerns spaghetti, films d'épouvante et d'espionnage, comédies à l'italienne), bien qu'elle apparaisse également dans quelques films d'auteur tels que Juliette des esprits de Federico Fellini, Mariage à l'italienne de Vittorio De Sica et Sogni e bisogni (it) de Sergio Citti.

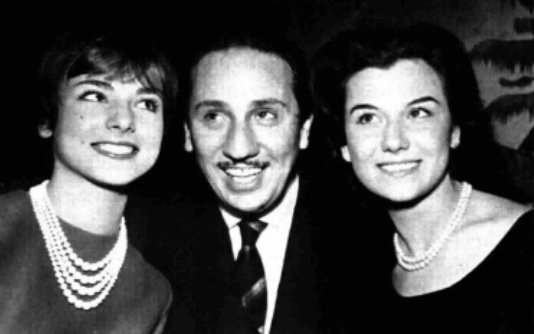
Marilù Tolo, Gorni Kramer et en 1959.

Elle a également travaillé avec Luchino Visconti et Jean-Luc Godard. En 1966, le chanteur français Serge Gainsbourg lui dédie la chanson Marilu,. Dans les années 1970, devenue un visage très populaire, elle continue à jouer dans des films de différents genres, principalement des comédies érotiques à l'italienne, des poliziotteschi, des films historiques, des films d'épouvante et des gialli. Active également à la télévision, elle a travaillé dans plusieurs téléfilms et feuilletons télévisés (à l'instar d'Eneide (it) produit par la RAI, 1971-72, dans lequel elle incarne déesse Vénus), en 1975 Orlando furioso réalisé par Luca Ronconi dans le rôle d'Alcina, mais elle est aussi la seule actrice italienne à pouvoir se vanter d'un rôle de caméo dans la série culte Drôles de dames (dans l'épisode Une vie de chien de la quatrième saison, en 1979).
Après une carrière très intense de 15 ans, elle rencontre en 1975 le producteur de cinéma Robert Velin et s'installe avec lui aux États-Unis, où elle commence à apparaître dans des productions américaines. Au début des années 1980, elle retourne en Italie, réduisant considérablement sa présence sur les écrans ; elle apparaît dans de petits rôles dans les téléfilms Marco Polo et Les Derniers Jours de Pompéi. À près de quarante ans, elle pose nue pour l'édition italienne de Playboy, dans le numéro de novembre 1983. Ses derniers films sont Il tassinaro (1983), aux côtés d'Alberto Sordi, et Vacanze di Natale (1983) de Carlo Vanzina.

### Vie privée
Marilù Tolo a eu une liaison avec le réalisateur italien Dario Argento, initiée sur le tournage du film Le cinque giornate (1973).
Après une relation tumultueuse avec le prince Alphonse de Bourbon Dampierre, achevée en 1984, l’actrice épouse un entrepreneur mexicain dont la famille est propriétaire du géant de la télévision Televisa. Elle abandonne sa carrière cinématographique et se consacre ensuite à sa vie privée. En 2001, elle apparaît dans des films d’archives, au sein du documentaire Superman: Screen Tests qui montre son audition pour le rôle d’Ursa dans le film Superman de 1978 (rôle plus tard proposé à Sarah Douglas).
Marilù Tolo vit actuellement entre Los Angeles et le Mexique.

## Filmographie

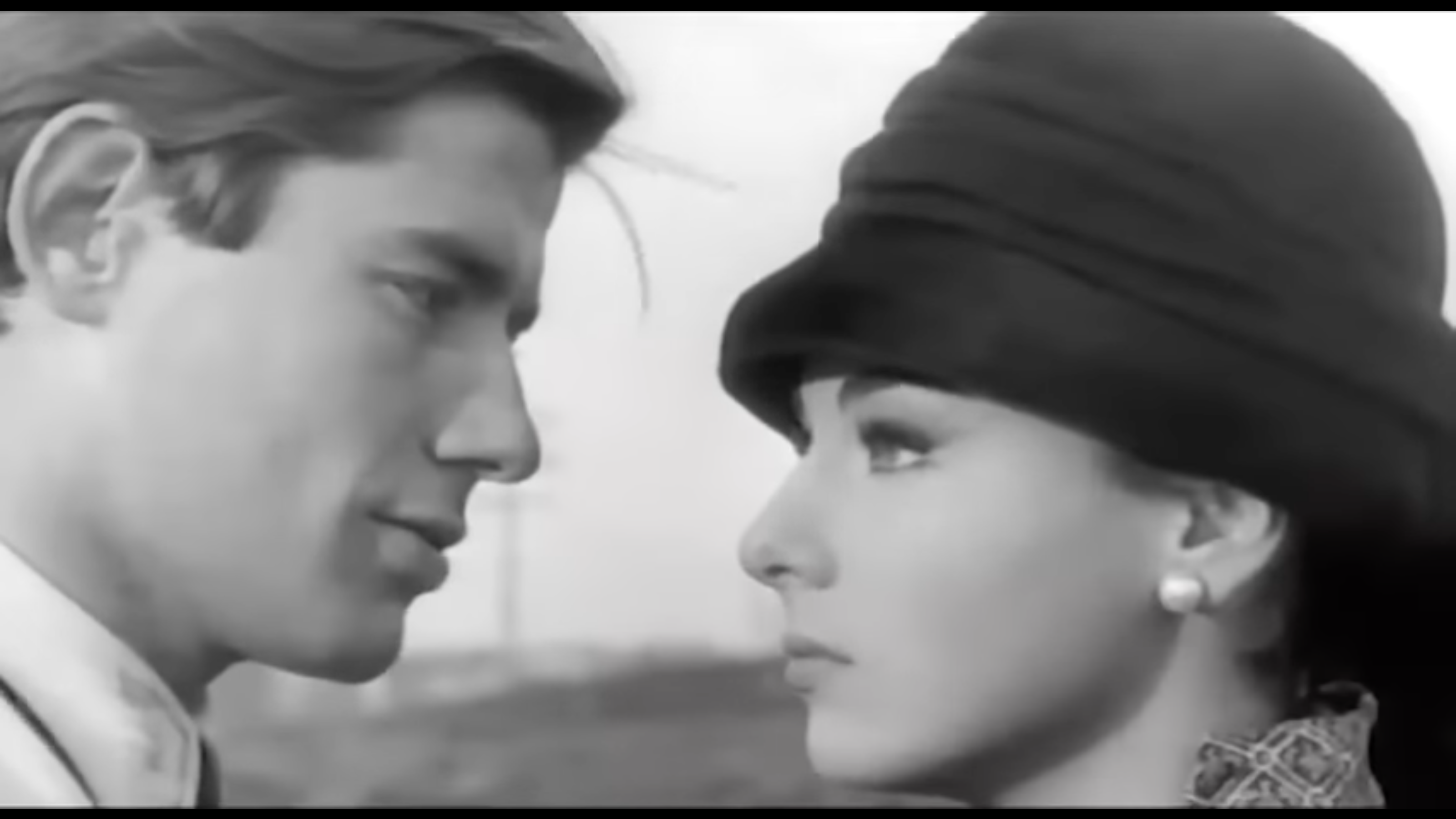
Luigi Giuliani et Marilù Tolo dans Adultero lui, adultera lei (1963).

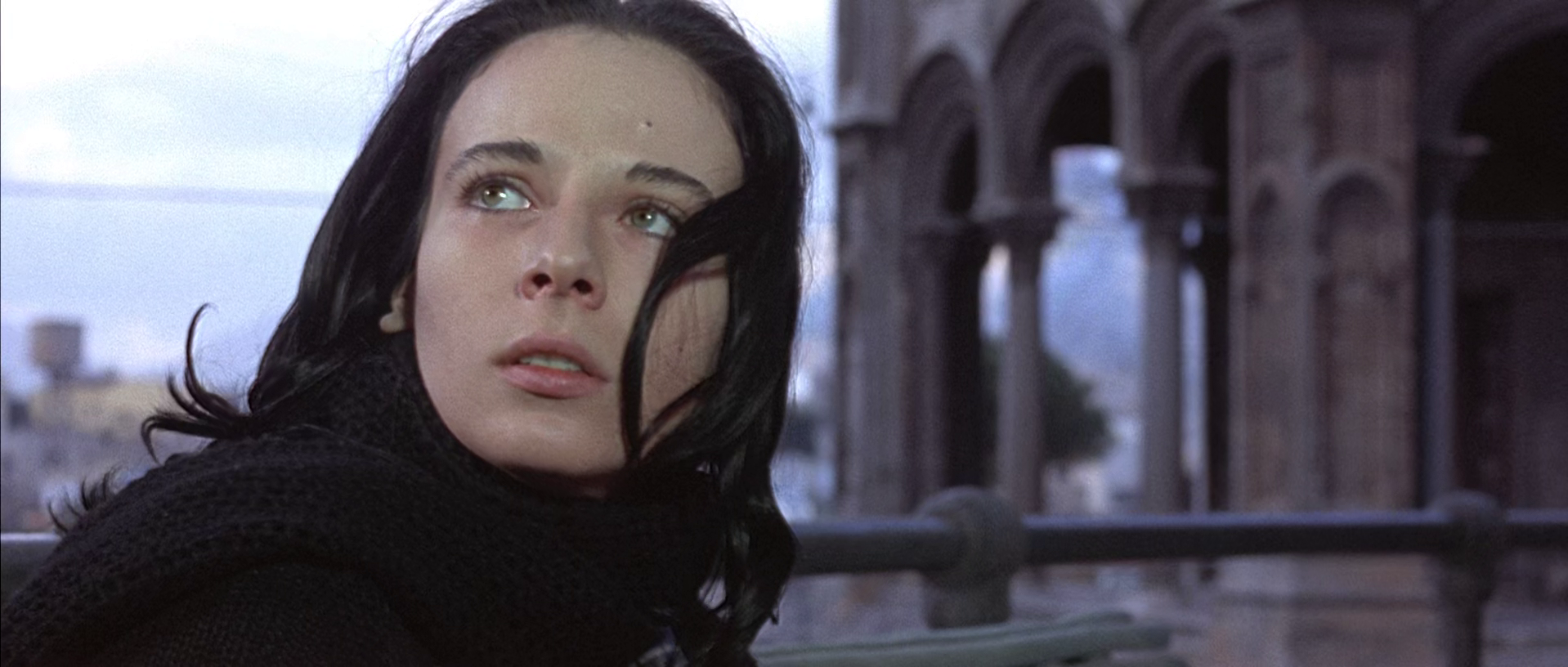
Tolo dans Confession d'un commissaire de police au procureur de la république en 1971.

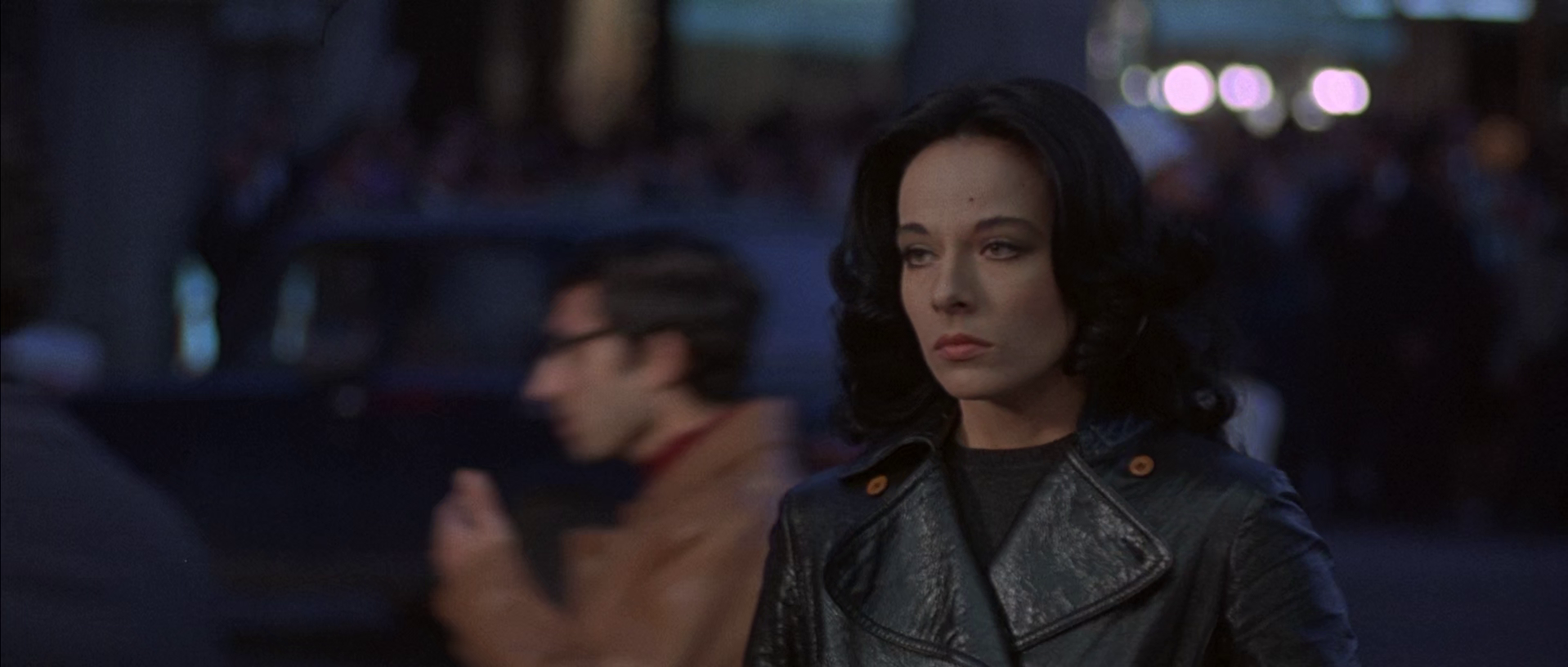
Tolo dans Confession d'un commissaire de police au procureur de la république en 1971.

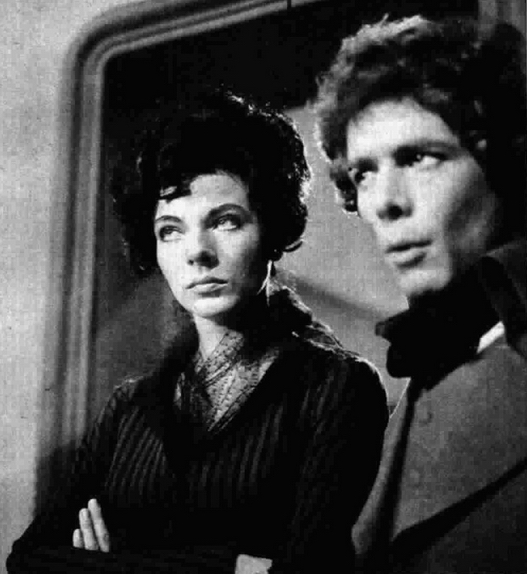
Marilù Tolo et Gabriele Lavia.

- 1960 : Les Adolescentes (I dolci inganni) de Alberto Lattuada
- 1960 : Les Hurleurs (Urlatori alla sbarra) de Lucio Fulci
- 1960 : Les Plaisirs du samedi soir (I piaceri del sabato notte) de Daniele D'Anza
- 1960 : La Reine des Amazones (La regina delle Amazzoni) de Vittorio Sala
- 1961 : Les Starlettes (Le ambiziose) d'Antonio Amendola
- 1963 : Shéhérazade de Pierre Gaspard-Huit
- 1963 : Adultero lui, adultera lei de Raffaello Matarazzo
- 1964 : Mariage à l'italienne (Matrimonio all'italiana) de Vittorio De Sica
- 1964 : Maciste et les 100 gladiateurs (Maciste, gladiatore de Sparta) de Mario Caiano
- 1964 : Hercule contre les mercenaires (L'Ultimo Gladiatore) d'Umberto Lenzi
- 1964 : Le Triomphe d'Hercule (Il trionfo di Ercole) d'Alberto De Martino
- 1964 : Le Gladiateur magnifique (Il magnifico gladiatore) d'Alfonso Brescia
- 1965 : La Célestine (La Celestina P... R...) de Carlo Lizzani
- 1965 : Les Renégats du désert ( Una ráfaga de plomo) de Paolo Heusch et Antonio Santillán (it)
- 1965 : Le Chant du monde de Marcel Camus
- 1965 : Juliette des esprits (Giulietta degli spiriti) de Federico Fellini
- 1965 : 077 intrigue à Lisbonne (it) (Misión Lisboa) de Tulio Demicheli
- 1965 : Call-girls 66 (Le notti della violenza) de Roberto Mauri
- 1966 : Intrigue à Suez (Un colpo da mille miliardi) de Paolo Heusch
- 1966 : Ramdam à Rio (Se tutte le donne del mondo) d'Henry Levin
- 1966 : New York dans les ténèbres (it) (Perry Grant agente di ferro) de Luigi Capuano
- 1966 : Avec la peau des autres de Jacques Deray
- 1966 : Anticipation, ou l'Amour en l'an 2000 de Jean-Luc Godard Sketch « Le plus vieux métier du monde »
- 1966 : La Bourse et la Vie de Jean-Pierre Mocky
- 1966 : Opération opium (The poppy is also a flower) de Terence Young
- 1966 : Le Judoka agent secret de Pierre Zimmer
- 1966 : Barbouze chérie (Zarabanda bing bing) de José María Forqué
- 1967 : Tire encore si tu peux (Se sei vivo, spara) de Giulio Questi
- 1967 : Sept hommes et une garce de Bernard Borderie
- 1967 : Casse-tête chinois pour le judoka de Maurice Labro
- 1967 : Les Sorcières (Le streghe) de Luchino Visconti
- 1968 : Candy de Christian Marquand
- 1968 : L'Enfer de la guerre (Commandos) d'Armando Crispino
- 1968 : Le tueur aime les bonbons (Un killer per sua maestà) de Federico Chentrens et Maurice Cloche
- 1969 : Mortelle Symphonie (Las trompetas del apocalipsis) de Julio Buchs
- 1969 : Les Damnés de la Terre (I dannati della Terra) de Valentino Orsini
- 1970 : Gradiva de Giorgio Albertazzi
- 1970 : Un été sauvage de Marcel Camus
- 1970 : Roy Colt et Winchester Jack (Roy Colt e Winchester Jack) de Mario Bava
- 1970 : Uccidete il vitello grasso e arrostitelo de Salvatore Samperi
- 1971 : Confession d'un commissaire de police au procureur de la république (Confessione di un commissario di polizia al procuratore della repubblica) de Damiano Damiani
- 1971 : La controfigura de Romolo Guerrieri
- 1971 : Le Roman d'un voleur de chevaux (Romance of a Horsethief) d'Abraham Polonsky
- 1971 : Et viva la révolution ! (¡Viva la muerte... tua!) de Duccio Tessari
- 1971 : Siamo tutti in libertà provvisoria de Manlio Scarpelli
- 1972 : Folie meurtrière (Mio caro assassino) de Tonino Valerii
- 1972 : Themroc de Claude Faraldo
- 1972 : Jus primae noctis de Pasquale Festa Campanile
- 1972 : Barbe-Bleue (Bluebeard) d'Edward Dmytryk
- 1972 : Abus de pouvoir (Abuso di potere) de Camillo Bazzoni
- 1972 : Meo Patacca (it) de Marcello Ciorciolini
- 1973 : Les Brigades du Tigre, épisode De la poudre et des balles : Léa
- 1973 : Cinq Jours à Milan (Le cinque giornate) de Dario Argento
- 1974 : Pénitencier de femmes perverses (Prigione di donne) de Brunello Rondi
- 1974 : Il trafficone de Bruno Corbucci
- 1975 : Au-delà de la peur de Yannick Andréi
- 1975 : Les Brigades du Tigre, épisode De la poudre et des balles de Victor Vicas
- 1976 : Cours après moi que je t'attrape de Robert Pouret
- 1978 : L'Empire du Grec (The Greek Tycoon) de Jack Lee Thompson
- 1980 : L'Auberge du dragon volant (The Sleep of Death) de Calvin Floyd
- 1982 : Crime au cimetière étrusque (Assassinio al cimitero etrusco) de Sergio Martino
- 1983 : Il tassinaro d'Alberto Sordi
- 1983 : Vacanze di Natale de Carlo Vanzina
- 1984 : Les Derniers Jours de Pompéi (The Last Days of Pompeii) de Peter Hunt (série TV)